# Paleoantropologia
A Paleoantropologia é um ramo multidisciplinar da ciência que reúne um grupo muito diversificado de especialidades científicas que contribuem para a compreensão da evolução e da pré-história da espécie Homo sapiens e de seus ancestrais extintos, mais comumente classificados como Hominínios. Seus métodos consistem majoritariamente em análises de fósseis e outras evidências materiais atribuídas aos Hominínios, embora a Paleoantropologia também possa valer-se de evidências fornecidas pela Paleontologia, pela Geologia, pela Genética e por uma variedade de outras disciplinas. O trabalho de campo é uma ferramenta essencial para a disciplina, assim como a aplicação laboratorial de técnicas sofisticadas de datação de amostras e sequenciamento genético.

## História

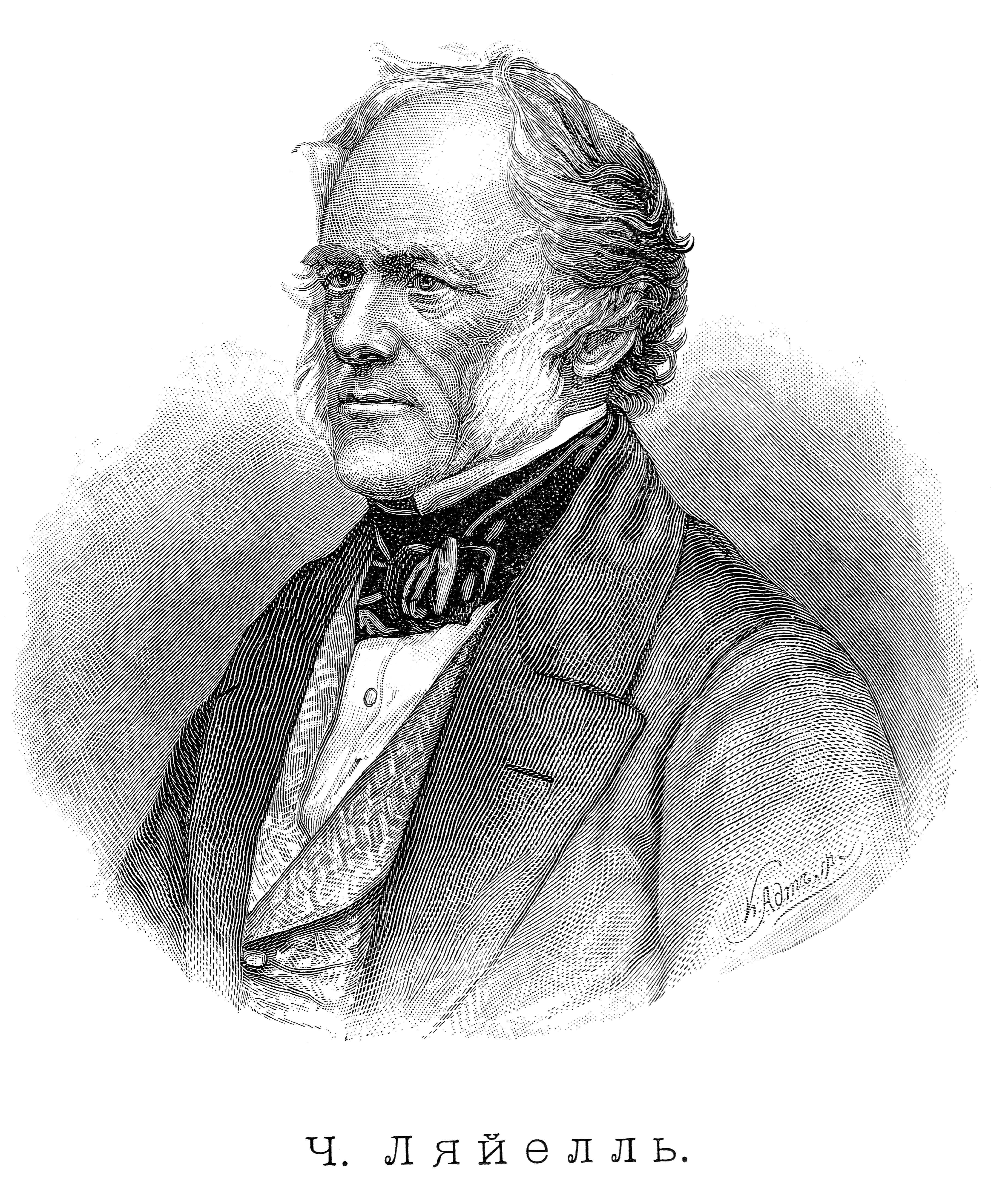
Charles Lyell 1797-1875

No final do século XVII, a descoberta cada vez mais frequente de pedras com formato estranho levou à suspeita, por parte de alguns cientistas, de que tais objetos seriam, na verdade, ferramentas produzidas por humanos antes da idade dos metais. Alguns arqueólogos, como Bernardo de Montfaucon, na França e Charles Lyttelton, na Inglaterra, chegaram a sugerir que esses artefatos eram as primeiras evidências de seres humanos na Terra e que poderiam ser extremamente antigos. Em 1771, Johann Friedrich Esper encontrou na caverna de Gaylenreuth ossos com características humanas intercalados por ossos de mamute. Tais descobertas iam de encontro com a concepção corrente de que os seres humanos estava na terra há apenas alguns milhares de anos. O prórprio Esper interpretou seu achado como uma mistura acidental de vestígios de épocas muito diferentes. Contudo, novas evidências acumularam-se nas décadas seguintes, com as descobertas nas cavernas de Liège e Brixham e, em 1859, Charles Lyell publicou um artigo em que argumentava que os seres humanos coexistiram com espécies extintas em tempos geológicos muito remotos. Ao longo primeira metade do século seguinte, os debates geológicos que se travaram entre os catastrofistas, como Cuvier, e os uniformitaristas, como Lyell, influenciaram as teorias a respeito da antiguidade da espécie humana e a intersecção de descobertas da estratigrafia e da paleontologia corroborou cada vez mais a teoria de que a espécie humana estava na terra há muito tempo. 

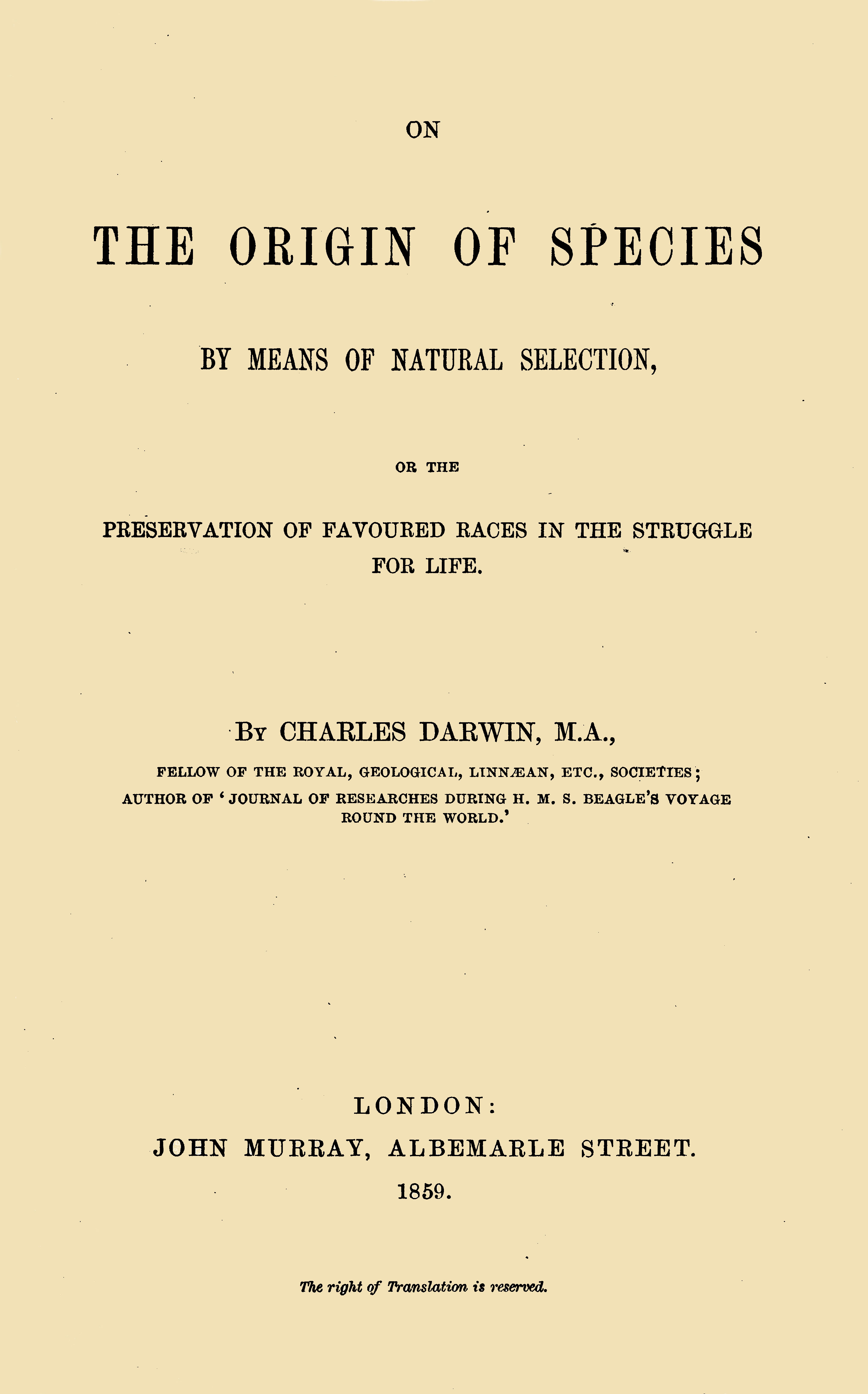
A Origem das Espécies, texto fundamental para as Ciências Biológicas

Concomitantemente, avanços nos estudos da anatomia contribuíam para pôr em cheque a ideia corrente de que um abismo intransponível separava os humanos dos outros animais. O médico holandês Nicolaes Tulp já havia descrito, em 1641, a anatomia de um chimpanzé, e descobertas posteriores identificaram numerosas similaridades anatômicas entre símios e humanos. Não demorou muito para que a questão do lugar do homem na natureza ganhasse relevo. Já na edição de 1735 de seu Systema Natura, Lineu procurou respondê-la ao propor a categoria taxonômica dos Anthropomorpha, substitúída, em 1758, pela ordem dos Primatas, que continha não apenas os macacos, mas também os seres humanos, ali classificados sob o gênero Homo. Contudo, com a publicação da Origem das Espécies, em 1859, os problemas do lugar do homem na natureza e de sua origem ganharam um novo contorno. Agora, as evidências fornecidas pela anatomia comparada não deixavam dúvidas: os seres humanos tinham evoluído de um ancestral semelhante aos macacos e cabia aos evolucionistas traçar essa história evolutiva. Ademais, encontrar vestígios desse ancestral dos homens significava, antes de tudo, fornecer evidências para a nova teoria evolutiva. 

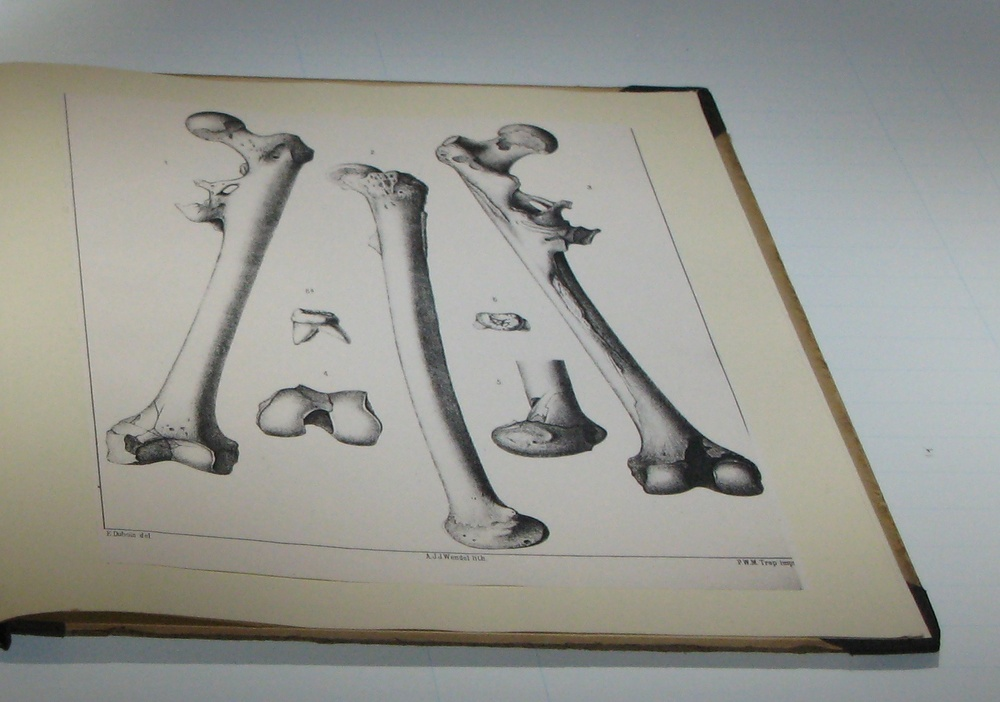
Eugène Dubois, Desenho de um molar e um fêmur de Pithecanthropus erectus (Homo erectus)

Em 1856, uma calota craniana e alguns fragmentos de ossos foram encontrados no vale de Neander, perto de Düsseldorf. A curiosa morfologia dos achados gerou muito debate e levou Hermann Schaaffhausen a argumentar que se tratavam de vestígios de uma espécie primitiva de ser humano. Não obstante, mesmo um evolucionista tão convicto quanto T. H. Huxley levantou dúvidas quanto à possibilidade de ter-se encontrado uma nova espécie. Anos depois, em 1891, Eugène Dubois descobriu na ilha de Java uma nova calota craniana, assim como um fêmur. Fortemente influenciado pelas teorias evolucionistas, Dubois anunciou que suas descobertas pertenciam a um humanoide ancestral, que denominou Anthropopithecus erectus e, mais tarde, Pithecanthropus erectus, hoje, Homo erectus. Nos anos seguintes, novos achados somaram-se às descobertas anteriores e constituíram, progressivamente, as bases sobre as quais seria erigida a paleoantropologia contemporânea que, agora, dispunha de grande evidência material para responder às perguntas que havia proposto, a respeito da origem e do lugar do homem na história da natureza. 

## Método

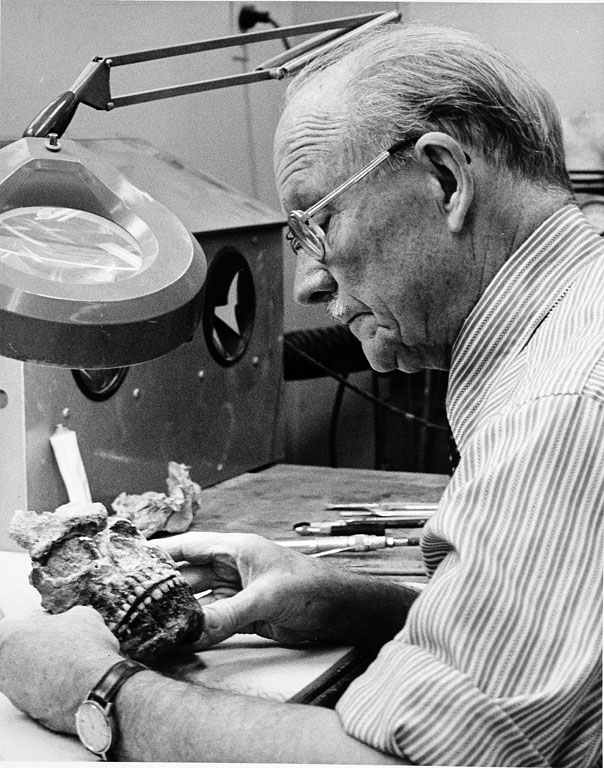
T. Dale Stewart, do Departamento de Antropologia do Museu Nacional de História Natural, examinando um crânio humano descoberto no Vale do Nilo, Egito, em 1982

A Paleoantropologia é um campo do conhecimento científico que se constitui a partir de diversas áreas do campo das ciências biológicas, podendo ser considerado uma intersecção da Paleologia, Arqueologia e Antropologia principalmente.
O estudo da Paleoantropologia se utiliza de diversos métodos, entre eles a análise de fósseis animais e Hominínios, de artefatos e ferramentas provenientes da existência humana pré-histórica, do DNA de fósseis, bem como de outros aspectos genéticos, filogênicos e evolutivos da espécie humana, a partir do auxílio técnico fornecido pela Biologia Molecular. Além disso, também são considerados os contextos históricos e culturais dos períodos pré-históricos no estudo de fósseis e objetos produzidos pelos Hominínios. Técnicas comparativas como a craniometria, a anatomia e a arqueologia comparadas também podem fornecer pistas a respeito da origem e dispersão do gênero Homo.
O estudo da Paleoantropologia no Brasil ainda é muito limitado e as alternativas para os profissionais da área ainda são escassas, de modo que a maioria dos paleoantropólogos brasileiros trabalham através da contribuição e a emigração junto a instituições estrangeiras. No entanto, no Brasil existem duas opções para o estudo dessa ciência. Uma alternativa é se dedicar sínteses teóricas e revisões renovando e disseminando conhecimentos da Paleoantropologia, já outra consiste na aplicação dos métodos científicos para tal estudo, utilizando pesquisas e dados publicados para confirmar ou questionar achados e sugerir novos experimentos.

## Árvore Filogenética
Até o início de 1980, acreditava-se que a evolução humana se seguia de forma linear, do período do Plioceno, com o gênero Australopithecus africanus, até o do Pleistoceno, com o gênero Homo sapiens. As descobertas científicas da época sugeriam que a espécie humana era produto de um processo linear de evolução, no qual cada espécie antecedia a outra. Essa hipótese se fortaleceu com o surgimento do Neodarwinismo nas décadas de 1960 e 1970. A teoria teve um impacto tão grande que resultou na concepção de que só poderia existir uma espécie de Hominínio em constante transformação, em cada período histórico. A árvore da evolução humana era tomada como um tronco de poucas ramificações. 

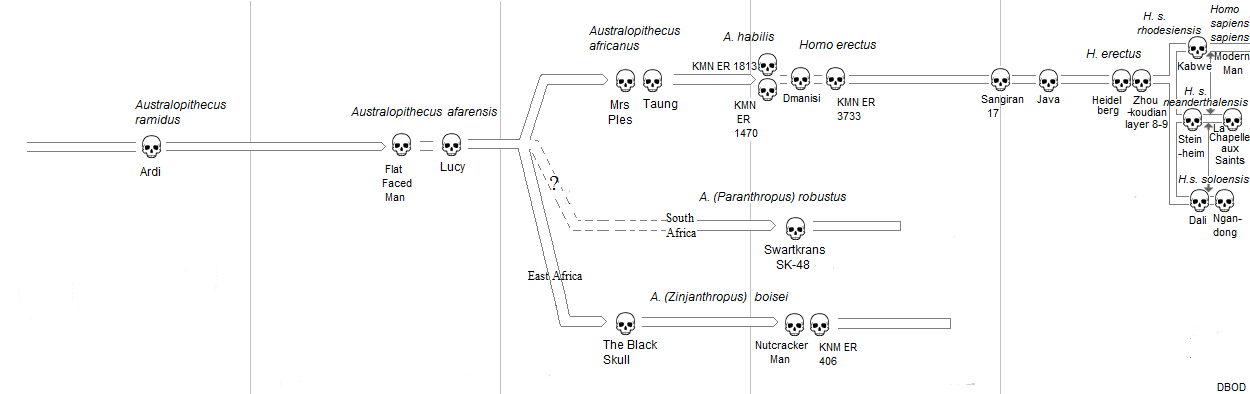
Árvore filogenética dos ancestrais do Homo sapiens

Durante a década de 1980, contudo, um grande avanço nas descobertas de fósseis humanos antigos aumentou o conhecimento sobre o número de espécies do gênero Homo. Por consequência, a árvore evolutiva passou de um esquema linear para uma complexa linha do tempo, cheia de ramificações, que ilustravam a coexistência de diferentes espécies do gênero Homo.
O número de fósseis descobertos transformou a concepção científica sobre a árvore evolutiva. Toumai (Sahenlathropus tchadensis), descoberto em 2002 no Chade é atualmente o mais distante dos nossos ancestrais conhecidos, seu fóssil data de aproximadamente 7 milhões de anos. Há cerca de 1,8 milhões de anos, coexistiam inúmeras espécies de Hominínios, como Paranthropus boisei, Homo rudolfensis, Homo habilis e Homo ergaster, nas mesmas regiões da África Oriental. Atualmente, o consenso científico reconhece entre 8 e 21 espécies distintas dentro do gênero Homo.

## Taxonomia dos Hominínios
Em relação à sua taxonomia, os hominínios são parte tribo Hominini, dentro da família Hominidae - também chamados por hominídeos - que inclui os humanos modernos (Homo sapiens) e seus parentes extintos mais próximos, os outros grandes primatas. Os hominínios incluem os gêneros Homo, Australopithecus, Paranthropus e Ardipithecus, entre outros.
| Reino        | Animalia   |
| Filo         | Chordata   |
| Classe       | Mammalia   |
| Ordem        | Primates   |
| Superfamília | Hominoidea |
| Família      | Hominidae  |
| Subfamília   | Homininae  |
| Tribo        | Hominini   |

### Hominínios ou Hominídeos?
Uma recente mudança na classificação passou a considerar humanos e seus ancestrais próximos na mesma família (Hominidae). Dessa forma, o termo "hominídeo",  família dentro do grande grupo dos primatas, passou a incluir todos os grandes primatas e seus ancestrais. Para diferenciar apenas humanos e seus ancestrais diretos, foi necessário o uso do termo "hominínio", referindo-se aos membros da Tribo Hominini. 

## Paleoantropólogos da atualidade
Dentre os nomes mais proeminentes da paleoantropologia do século XX, podemos citar: Donald Johanson, cuja grande contribuição para a área foi a descoberta de Lucy, Sherwood Washburn, importante pioneiro da primatologia, Louis e Mary Leakey, conhecidos por suas descobertas na Garganta de Olduvai, Yohannes Haile, com suas descobertas de fósseis no Rift Africano Oriental, Raymond Dart, que descreveu pela primeira vez a espécie Australopithecus africanus e o controverso Lee Berger, com sua descoberta ainda não totalmente revisadas do Homo naledi.

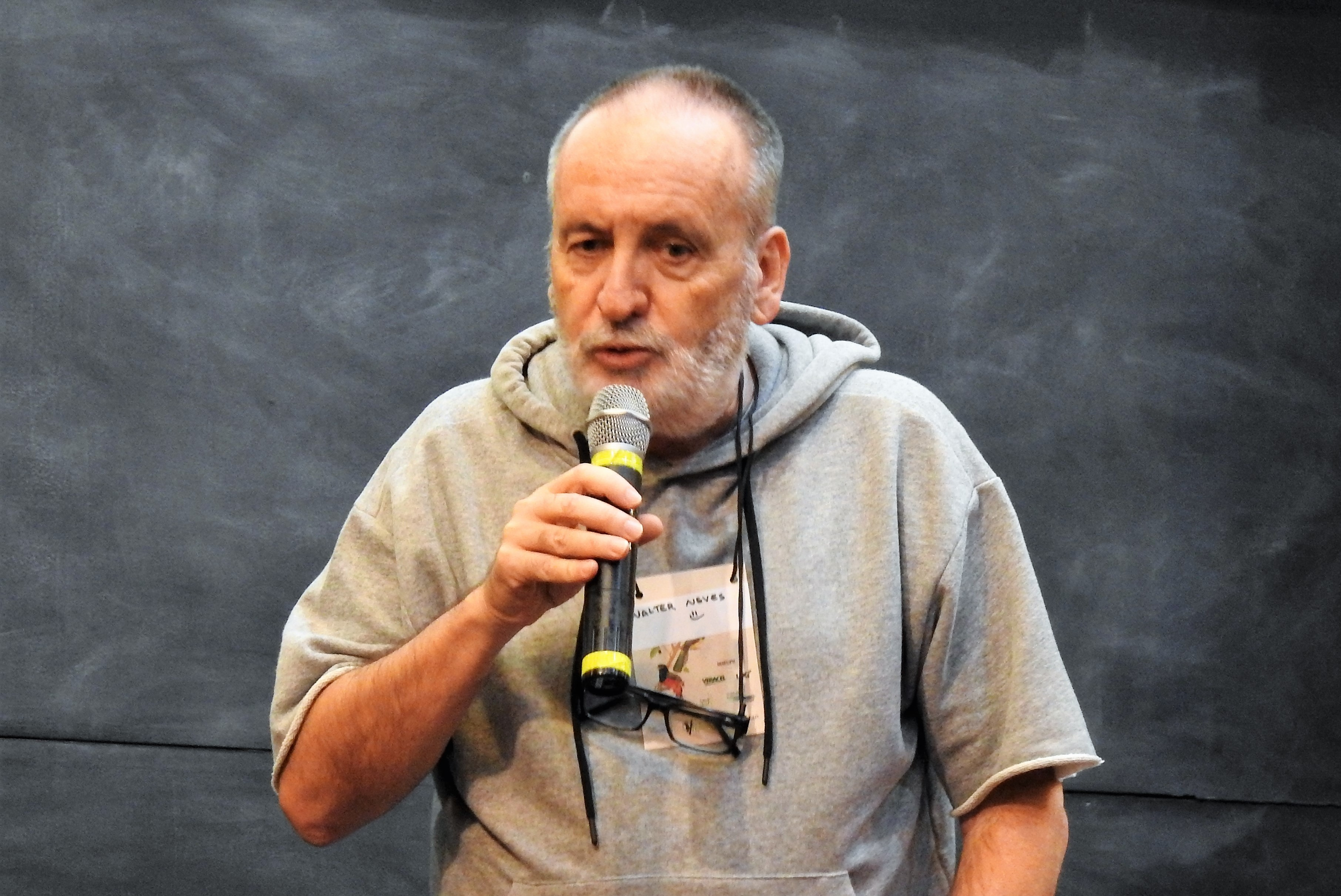
Walter Neves

No que diz respeito ao âmbito da paleoantropologia brasileira, sobressai o nome de Walter Neves, fundador do Laboratório de Estudos Evolutivos Humanos do Instituto de Biociências da Universidade de São Paulo, em 1994. Sua trajetória foi muito significativa no que diz respeito à defesa da interdisciplinaridade nos estudos de evolução humana. Pode-se citar também Danilo Vicensotto, fundador do Laboratório de Estudos em Antropologia Biológica, Bioarqueologia e Evolução Humana.
Curiosamente, considera-se o dinamarquês Peter Lund o pai da paleontologia e da arqueologia no Brasil. O naturalista do século XIX, fez pesquisas em terras brasileiras e chegou a ser mencionado no livro A Origem das Espécies, de Darwin.